# The Saga Continues (álbum de Roger Troutman)
The Saga Continues es el segundo álbum de estudio en solitario del cantante estadounidense Roger Troutman, publicado en 1984 por el sello Warner Bros. Records. El álbum contiene un cover del tema «In the Midnight Hour» de Wilson Pickett, el cual alcanzó la posición No. 34 en los listados R&B de Estados Unidos, así como también éxitos como «In the Mix» y «Girl Cut It Out», un dueto con Wanda Rash. Así como en su primer álbum, The Many Facets of Roger, Troutman y su banda Zapp, incluían a los hermanos Lester, Larry y Terry, quienes contribuyeron en el álbum.

## Listado de canciones
| N.º | Título                                            | Duración |  |
| 1.  | «In the Mix»                                      | 6:22     |  |
| 2.  | «Play Your Guitar, Brother Roger»                 | 4:27     |  |
| 3.  | «The Break Song»                                  | 5:50     |  |
| 4.  | «I Keep Trying»                                   | 3:50     |  |
| 5.  | «In the Midnight Hour» (con Mighty Clouds of Joy) | 6:58     |  |
| 6.  | «Bucket of Blood»                                 | 4:14     |  |
| 7.  | «T.C. Song»                                       | 4:31     |  |
| 8.  | «Girl, Cut It Out»                                | 4:16     |  |